# 清村くんと杉小路くんと
『清村くんと杉小路くんと』（きよむらくんとすぎのこうじくんと）は土塚理弘による日本の漫画作品。略称：清杉、清杉と。『月刊少年ガンガン』（スクウェア・エニックス）で2000年9月号から2002年1月号まで連載されていたサッカー部を舞台としたギャグ漫画。ガンガンコミックスから全4巻が発売された。続編の『清村くんと杉小路くんよ』『清村くんと杉小路くんろ』についても本項で扱う。

## 概要
第8回エニックス21世紀マンガ大賞で準大賞を受賞した読み切り『清村くんと杉小路くん』（『月刊少年ギャグ王』掲載。『1/Nのゆらぎ』単行本に収録。詳細は下記参照）を連載向けに設定を変えたもの。受賞後にすぐ連載される筈だったが紆余曲折の末、1年後に連載開始。第1巻発売時から全50話（後に作者曰く「読者の皆様の熱い応援のおかげで」1話追加）、単行本全4巻と予定されていた。なお連載終了の次の号から『マテリアル・パズル』の連載が始まっている。
設定・キャラクターもそのままの続編『清村くんと杉小路くんよ』（全2巻、略称は清杉よ）も『ガンガンパワード』で2002年秋季号から2005年夏季号まで連載され、『月刊少年ガンガン』2008年2月号より更なる続編として『清村くんと杉小路くんろ』（略称は清杉ろ）が開始。連載期間・単行本共に『清杉と』を超えるシリーズ最長連載となっている。
シリーズを通してサブタイトルが「清村くんと○○○」という形に統一されている。また『清杉よ』を除き、各話には「第○ねこ」と話数が振られている（本記事では便宜上「第○話」と表記する）。

## あらすじ
とりごや高校3年の清村はある日、サッカー部部長・杉小路から入部するよう熱心に説得される。最初は無関心であった清村だったがかつて持っていたサッカーへの思いを思い出し入部を決める。しかしサッカー部には部員が自分を含めて5人（+1匹）しかいなかった。まともに練習できず、杉小路に振り回され屋上から落ちたり、昼飯のパンを食われたり、他の部員の悩みを聞いたり、時にちゃんとサッカーをして他校との練習試合も行い、部活という空間の中で2人は毎日を過ごすのである…。

## 登場人物

### とりごや高校サッカー部
清村 緒乃（きよむら おの）
主人公その1。3年10組。3年生にしてサッカー部新入部員。ポジションは基本的にフォワードでストライカーだが、『清杉よ』第5話ではゴールキーパーもこなすほどのオールラウンダー。背番号は姫野崎中学時代からつけている「7」。中学時代に全国レベルのサッカーの実力を持っていながら、監督との確執から殴り飛ばしてしまい、以来サッカーから離れていた。高校ではいわゆる不良で一般生徒から近寄りがたい存在であった。杉小路にサッカー部に誘われたのを機に再びサッカーへ対する情熱を取り戻すが、部の皆があまりサッカーをしないので戸惑ったり本気でキレたりしている。サッカーの実力は高いが、部活の環境のせいであまり生かせない。杉小路には全く敵わず、毎回杉小路のイタズラに翻弄され、よくそれが原因で大量出血を伴う重傷を負う（イタズラの威力は金庫が大破する程である。その時杉小路は『いつも清村にやっていることをやったからね。さすがに原型とどめてないよ』と話していた）。度重なる杉小路のイタズラの結果、徐々に超人的な体力と回復能力を身に着けるようになる。頭は悪くないが授業をサボりがちなことと勉強嫌いから成績は単位がギリギリ卒業できるレベル。不良だがタバコの煙や臭いは嫌いで、一度思いっきり吸い込んでしまい死んだ（倒れた）こともある。喫煙に対する知識がある。シュークリームの踏み絵を全力で拒否する程の無類の甘いもの好きで、それを餌に幾度となく杉小路の策略に嵌められる。好物は「はもや」のシュークリームと「ぐんぐにる」のスイーツ全般。作者は『清杉と』第1巻で「マテリアルパワーが使える」と発言している。1月30日生まれ。
『BAMBOO BLADE』がアニメ化された際、第16話にて杉小路と共に特別出演した。声優は野島健児。
杉小路 隆千穂（すぎのこうじ たかちほ）
主人公その2。3年1組。サッカー部の部長で、不良だった清村を部に呼び込んだ人物。ポジションは『清杉ろ』第17話の説明からミッドフィールダー、特にトップ下と思われる。一見普通の生徒だが清村に対するイタズラには天才的な能力を発揮し、毎回あらゆる手段を使って彼にイタズラをする。清村に怒られても全く動じない。人を陥れる事が嫌い。学校へは車で通っているが、免許は仮免。何台か同じ車を所有していたようだが（確認できるかぎり3台）、度重なる事故（？）で全て廃車となり、『清杉ろ』においてサッカー部室ともども全壊した際に新車に乗り換えた。校庭の地下に秘密の駐車場を作ったり、車や部室、携帯電話に常識外の改造（意図的でない）をしたりと、謎の技術・権力を持っているが、技術に対し知識面はかなり適当。背中に星型の痣がある父と、杉小路が昔付けた七つの傷を腹に持つ双子の弟（杉小路 隆千歩 / すぎのこうじ たかちぽ）とは生き別れており、家には一人でいることが多い。「少林寺撲殺拳」、「超天空×字拳」や「48の殺人技」などの必殺技が使える。4月2日生まれ。
アニメ版『BAMBOO BLADE』第16話における声優は野島裕史。
安井 やすお（やすい やすお）
2年6組。ポジションはディフェンダー。作中のギャグでは清村に次ぐ肉体的ダメージを受けるボケを担当する（ボケて清村に殴られる、杉小路に遊ばれるなど）。坊主頭で少し太り気味の男子。1ヶ月分の食費を落としたり、両親が入院して家賃が払えず車で生活したり、カップ焼きソバのかやくで3食をしのいだりと、かなり厳しい生活状況を送っている。よく「あう〜」と泣く。学業成績はあまり良くないようだが、小学生時代以来「野球のボールをぶつけられる→いぬに噛まれる→水をかけられる」の順で被害に遭うと、直後のテストで100点を取れるというジンクスがある。5月17日生まれ。
本来はプロトタイプとして「安井善文（やすいよしふみ）」という髪もあり面構えも少々キリッとしたキャラクターになる筈だったが、設定資料を作者が紛失し、「別にいいや」と適当に描いた結果、現在ののっぺりした安井が出来上がったという。
蓮間 亜季彦（うるしま あきひこ）
3年9組。ポジションはディフェンダーで、『清杉ろ』第17話の説明からリベロと思われる。清村入部前はフォワードを務めていた。彼女持ち。サッカー部の中ではマトモで落ち着いた人物なのだが、しばしば杉小路のイタズラに加勢する。たまにツッコミ（清村のような激しいツッコミではなく、主に心の中でツッコむ）に回ることもあるが、清村の味方につくことは少ない。あまりサッカーの練習には熱心ではなく（清村以外の部員全員に言える事だが）、彼自身もなぜサッカー部にいるのか分かっていない。愛煙家で、タバコで自ら清村にちょっかいを出すこともある。当初は進路は「とりあえず進学」だったが、連載後期で「進学しない事は確かだな」と心変わり。ただしこれは作者が前者の設定を忘れていたことが単行本で明らかになった。11月11日生まれ。
工藤 海矢（くどう かいや）
1年2組。作中で台詞がなく、かつ表情も強面でほとんど変化しない（清村によれば彼のアップ写真は魔除けになる）。ポジションはゴールキーパーで、そのディフェンス能力は凄まじく、『清杉と』最終話で語られた全国大会では相手のシュートはおろか相手選手、清村のシュート、果ては清村自身を全て片足で地面に押さえつけて止めるという、清村いわく「大魔神」な活躍をした。作者いわく「数合わせのキャラ」。登場する度に顔が変わるのも特徴的で、作者も『清杉と』第2巻の時点で「なんかもう工藤の顔がよくかけません」と告白している。2月25日生まれ。
アニメ版『BAMBOO BLADE』の最終回にて彼らしき後ろ姿が確認できる。
人肉マン（じんにくマン）
とりごや高校サッカー部顧問。『清杉と』第41話に登場。サッカー部の顧問であること以外は素性が知れず、謎に包まれている。半裸。死んだら人骨マンになるとのこと（要するに人）。第1話の扉絵にも登場しているが、「気持ち悪い」等の理由により本編に登場したのはしばらく経ってからだった。

### とりごや高校関係者
川芝 雲雀子（かわしば ひばりこ）
2年12組の生徒。『清杉と』第13話、第40話、『清杉ろ』第35話に登場。女子ながら清村を腕っ節で叩きのめす程の実力の持ち主。高校生なのに酒好きで、酒を飲むとリミッターが外れてさらに強くなるらしい。好きな俳優はヴィンセント・ギャロ。5月12日生まれ。
『清杉と』単行本第1巻の土塚のコラムによると、当初は清村と杉小路に次ぐ第三の主人公として考えられており、第一話の扉絵にも彼女らしき姿が登場していたが「彼女を出すと短い話にまとめられないので出番が無くなった」との事。また『清杉ろ』第35話によれば、彼女が登場するエピソードのネームは完成済みという。
長尾（ながお）
生活指導部所属の教員。『清杉と』第20話と『清杉よ』第19話に各1話ずつ登場。すぐに停学処分にすることで校内の不良から恐れられている。しかし『清杉と』では、清村を敵視する不良生徒・松田に（清村に間違えられて）ボコボコにされている。
浅野（あさの）
生活指導部所属の教員。『清杉ろ』より登場。清村を目の敵にしているが、なぜか杉小路やサッカー部の非常識な活動は見逃している。

### その他の登場キャラクター
ねこ
そこら辺にいる白いねこ。「猫」ではなく「ねこ」であるが、どの程度違う生き物なのかは不明。「にゃ〜」と鳴く。毎回コマの隅や話の合間に登場する。『マテリアル・パズル』や『BAMBOO BLADE』など作者の他作品にも登場する。「50話に一度出るか出ないか」と言われるブラックねこも存在する。因みにこの「ねこ」は英語ではNEKOと表される。
いぬ
そこら辺にいるいぬ。ねこ同様「犬」とはまた違う生き物なのかは不明。「ばうあう」と吼える。ねこと同じようにコマのどこかに登場するが、ねことは完全に別物の存在。サッカー部の一員らしく彼のユニフォームも存在する。ねこと同様に作者の他作品にも登場するが、いぬはギャグやストーリーに少なからず関わっている場合が多い。この「いぬ」の英語はINUである。
パンダ
パンダ。ただしあくまで清杉の世界における「パンダ」であり、現実世界の「パンダ」とどう違う生き物なのかは不明。『清杉よ』第9話にて初登場。とりごや高校に突如出没し、杉小路に部のマスコットキャラにされかけたり、白黒の体色からボールに間違われ部員達に蹴り飛ばされた（ただしパンダはサッカーボールより遥かに大きい）。『清杉ろ』では登場の機会も増え、部の一員として数えられたりもした。以降も部員達に蹴られ続けているが、杉小路のボケに対し自ら蹴られに行こうとする体当たり精神も見せている。『清杉ろ』第18話では清村を超えるサッカーの技術を身につけた。

### 『BAMBOO BLADE』からのゲスト出演
『清村くんと杉小路くんとBAMBOO BLADEと空と海と大地と呪われし姫君』（以下「コラボ回」）のみに登場するキャラクターは「BAMBOO BLADEの登場人物#その他派生作品オリジナル」を参照。
川添 珠姫（かわぞえ たまき）
他の出演者に先行して『清杉ろ』第14話に2ページだけ登場した（そのページのみ五十嵐あぐりが作画を担当している。なおこのページは『BAMBOO BLADE』第95話の冒頭2ページと同一である）。
コラボ回では土塚作画のねこを武道場から送り出して話を締めくくった。
千葉 紀梨乃（ちば きりの）、宮崎 都（みやざき みやこ）、桑原 鞘子（くわばら さやこ）、東 聡莉（あずま さとり）
コラボ回で登場。とりごや高校と室江高校との練習試合を応援するが、全員サッカーのルールは解らないとの事。結局、部活が始まったので早々に帰って行った。
石田 虎侍（いしだ とらじ）、中田 勇次（なかた ゆうじ）、栄花 段十朗（えいが だんじゅうろう）
コラボ回で登場。練習試合を応援していた女子部員たちに部活が始まる事を教える。
原田 小夏（はらだ こなつ）、浅川 明美（あさかわ あけみ）、西山 佳恋（にしやま かれん）、安藤 優梨（あんどう ゆうり）、横尾 摩耶（よこお まや）
コラボ回で登場。物凄い表情で現れた清村に恐れをなし、原田と西山は脱兎の如く逃げたが、安藤はその場から携帯電話で警察を呼んでいた。
石橋 賢三郎（いしばし けんざぶろう）
コラボ回で登場。清村を部員たちに襲いかかっていると勘違いし、背後から竹刀でボコボコにする。
ねこ
コラボ回で登場。『BAMBOO BLADE』に登場する五十嵐あぐり作画の鼻が白いねこ。「清杉」のねこと邂逅を果たす。

### 『マテリアル・パズル』からのゲスト出演
ダークアイ・Q
初登場は『清杉ろ』第19話の扉絵。
いぬやねこといった動物達と同様に、マスコットキャラに近い立ち位置で扱われる事が多い。
清杉達と直接的に絡むことはないが、本編に登場した時もある。
ヤマさん、ボブ、エイ太（エイた）
『清杉ろ』第27話に登場。「女神の三十指」に名を連ねる夜馬、ボブリッツ、影鬼が「転生」（単行本第3巻での作者コメントより）した姿。
ヤマさんはかねてから清村と因縁を持っていたが、子分のボブがクレープ屋で清村と揉めた事から、報復のためボブ・エイ太と共にとりごや高校に向かう。しかし日頃の運動不足が祟って歩いただけで足を挫いてしまい、苦難の道行となってしまう。

## 読み切り版『清村くんと杉小路くん』
第8回エニックス21世紀マンガ大賞で準大賞を受賞した読み切り作品。作者いわく、さらりと描いてさらりと応募し、受賞が発表される頃にはすっかり忘れて次の作品を作っていたため、受賞を聞いたときは非常に驚いたとの事。受賞に際し『月刊少年ギャグ王』に掲載、その後『1/Nのゆらぎ』の単行本に収録された。天の巻、心の巻、火の巻の三章で構成されている。作品の雰囲気はあまり変わらないが、杉小路の性格がやや異なる、杉小路が野球部、清村がタバコを所持しているといった連載版と異なる設定もある。また、本誌掲載時にはタイトルも含めて「杉小路」に“すぎこうじ”と誤った読み仮名を付けられていた（単行本では修正されている）。
受賞にあたって『ギャグ王』では作者による4ページの特別寄稿マンガ（1日で描かれた上にトーンも貼られていないが、それすらも編集にネタにされている）も掲載された。

## 世界観について

### シリーズ各作品間
『清杉よ』・『清杉ろ』は『清杉と』の続編であるが、いずれも『清杉と』の時間軸内（清村のサッカー部入部から全国大会終了後まで）の出来事とされている。作者は『清杉よ』の単行本第2巻でこの事に触れている他、『清杉ろ』第16話冒頭では、『清杉と』最終話で描かれる全国大会に改めて言及している。

### 他の土塚作品との関係
- 『清杉ろ』第2話で、同じ作者が原作を務める漫画『BAMBOO BLADE』の舞台である室江高校の存在が言及され、第14話では実際に『BAMBOO BLADE』のキャラクターが登場、外伝として『清村くんと杉小路くんとBAMBOO BLADEと空と海と大地と呪われし姫君』が掲載されるなど、世界観に繋がりを見せている。
- 『清杉ろ』第14話は、『BAMBOO BLADE』の劇中劇である「バトルヒーローシリーズ」の企画会議が主舞台。ここでは『BAMBOO BLADE』に登場した「ブラックデュラン」とその後番組「コスモサーティーン」（『BAMBOO BLADE B』にて大城戸優が見ている作品。会議はこの「コスモサーティーン」の後番組企画のためのものである）、スタッフへの意見の投稿者として杉小路と共に「榊ウラ」、「鈴木リン」の名前が出る。なお、『BAMBOO BLADE』第95話はこの続きとなっている（土塚は単行本第2巻にて「続きを『BAMBOO BLADE』でやる予定」と明言していた）。
- アニメ版『BAMBOO BLADE』では第16話にて清村と杉小路が登場。次回予告も2人が担当した。最終話のエンディングにも少しだけ登場し、『BAMBOO BLADE』の登場キャラクターである外山や岩佐達と試合をする姿が描かれた（外山と岩佐は同じシチュエーションである『BAMBOO BLADE』とのコラボ回には登場していない）。
- 『BAMBOO BLADE B』第1話では、大城戸優の頭上に落ちてくる物体の中に清村が（「屋上から足を滑らせたどこかの高校生」として）夢の中ではあるが登場する。
- 『清杉と』第47話で宇田島西高校のサッカー部員として登場する高橋瀧地は、『週刊少年ジャンプ』に掲載された読切『もうすぐ文化祭』の登場人物である。
- 『マテリアル・パズル』では、アダラパタがリュシカについての聞き込みを行った時の人々の中に清村らしき人物がいる。

## その他
- 『清村くんと杉小路くんよ』は、本来は『清村くんと杉小路くんこ』となる予定であったが、没になった。また『清村くんと杉小路くんろ』では1話目の冒頭で、本来は『清村くんと杉小路くん3』というタイトルだったが、編集者が「3」を「ろ」と勘違いしてしまい、そのままになったという、ジョークなのか本当なのかわからない経緯が語られている。ちなみに『清杉ろ』のタイトルロゴの「ろ」は、ひらがなの「ろ」なのかアラビア数字の「3」の異体字なのか判別がつきにくくなっている。
- 作者が『週刊少年ジャンプ』に載せた読切『仙人を呼ぼう』の中で、出版社が違うにも関わらず『清杉と』の単行本発売を宣伝してるコマがある。反対に『清杉ろ』第23話では、登場人物の衣服や持ち物などあらゆる場所に作者の単行本やメディアミックス作品の宣伝文が記されている[13]。
- キャラクターが作中で着ているシャツの文字はほぼ全部が『マテリアル・パズル』に出てくる用語である（大魔王デュデュマなど）。また、『マテリアル・パズル』と同時連載だった『清杉よ』では『マテリアル・パズル』よりも先に用語が出てきていた。
- 『清杉ろ』では、第16話から第37話まで冒頭に「今までのあらすじ」が掲載された。内容はあらすじ紹介とは名ばかりのショートギャグが多く、中には同じ作者が原作を務める『マテリアル・パズル ゼロクロイツ』や『BAMBOO BLADE B』のあらすじが載った回や、あらすじにほとんどを費やし本編がわずか2ページの回がある。

## 作中にあるジャンプ系のパロディ
杉小路がマッスルインフェルノやキン肉バスター、超天空×字拳、無駄無駄ラッシュ、さらにはボールで元気玉のような技を使う等のジャンプ系の必殺技を使用することが見られている。その他に『清杉ろ』の第31ねこでは、練習後にドラゴンボールのベジータ達サイヤ人が乗ってきたような宇宙船がグラウンドに墜落している。

## 既刊一覧
清村くんと杉小路くんと
- 清村くんと杉小路くんと 1 - ISBN 978-4-7575-0443-1 2001年5月22日初版発行
- 清村くんと杉小路くんと 2 - ISBN 978-4-7575-0536-0 2001年10月22日初版発行
- 清村くんと杉小路くんと 3 - ISBN 978-4-7575-0632-9 2002年3月22日初版発行
- 清村くんと杉小路くんと 4 - ISBN 978-4-7575-0679-4 2002年5月22日初版発行

清村くんと杉小路くんよ
- 清村くんと杉小路くんよ 1 - ISBN 978-4-7575-1103-3 2004年1月22日初版発行
  - 『1/Nのゆらぎ』の2エピソードと4コマ連作『コン太とサトキチ』を収録。
- 清村くんと杉小路くんよ 2 - ISBN 978-4-7575-1526-0 2005年10月22日初版発行
  - 『1/Nのゆらぎ』の1エピソードを収録。

清村くんと杉小路くんろ
- 清村くんと杉小路くんろ 1 - ISBN 978-4-7575-2380-7 2008年10月22日初版発行
  - 読み切り漫画『World S』、『チャンピオン』を収録（目次には未記載）。
- 清村くんと杉小路くんろ 2 - ISBN 978-4-7575-2582-5 2009年7月22日初版発行
  - 『マテリアル・パズル』の外伝『リゼルくんとリーザさんと〜アイスランランス発現〜』を収録（目次には未記載）。
- 清村くんと杉小路くんろ 3 - ISBN 978-4-7575-2794-2 2010年2月22日初版発行
- 清村くんと杉小路くんろ 4 - ISBN 978-4-7575-3072-0 2010年11月15日初版発行
  - 読み切り漫画『男の顔』を収録。
- 清村くんと杉小路くんろ 5 - ISBN 978-4-7575-3224-3 2011年6月22日初版発行
- 清村くんと杉小路くんろ 6 - ISBN 978-4-7575-3502-2 2012年8月22日初版発行